# 8. Infanterie-Brigade (Deutsches Kaiserreich)
Die 8. Infanterie-Brigade war ein Großverband der Preußischen Armee.

## Geschichte
Die 8. Infanterie-Brigade wurde am  29. April 1852 in Bromberg (Provinz Posen) aufgestellt und war Teil der 4. Division, die dem II. Armee-Korps in Stettin (ab 1870, vorher Berlin) zugeordnet war.
1868 wurden die Landwehr-Bezirke neu geordnet und im Zuge dieser Maßnahme der Brigade die Landwehr-Einheiten 4. Pommersches Landwehr-Regiment Nr. 21 mit Landwehr-Bataillon Conitz und Landwehr-Bataillon Deutsch-Crone und 8. Pommersches Landwehr-Regiment Nr. 61 mit Landwehr-Bataillon Neustadt und Landwehr-Bataillon Pr. Stargard zugeteilt.

### Standorte
- 1852 bis 1887 Bromberg
- 1887 bis 1890 Thorn
- 1890 bis 1918 Gnesen

### Gliederung
- 1852 bis 1859

21. Infanterie-Regiment, 21. Landwehr-Regiment
- 1860 bis 1867

4. Pommersches Infanterie-Regiment Nr. 21, 8. Pommersches Infanterie-Regiment Nr. 61, 4. Pommersches Landwehr-Regiment Nr. 21
- 1868 bis 1886

Wie vor, zusätzlich 8. Pommersches Landwehr-Regiment Nr. 61
- 1887 bis 1888

Infanterie-Regiment „Graf Schwerin“ (3. Pommersches) Nr. 14, 
Infanterie-Regiment „von Borcke“ (4. Pommersches) Nr. 21, 8. Pommersches Infanterie-Regiment Nr. 61, 4. Pommersches Landwehr-Regiment Nr. 21
- 1889

Wie vor, ohne Landwehr-Regiment Nr. 21
- 1890

Infanterie-Regiment Graf Schwerin (3. Pommersches) Nr. 14, Infanterie-Regiment von Borcke (4. Pommersches) Nr. 21
- 1891 bis 1914

6. Pommersches Infanterie-Regiment Nr. 49
4. Westpreußisches Infanterie-Regiment Nr. 140
- Kriegsgliederung bei Mobilmachung 1914

Wie vor, zusätzlich Dragoner-Regiment von Arnim (2. Brandenburgisches) Nr. 12
- Kriegsgliederung am 20. März 1918

Infanterie-Regiment Nr. 14, Infanterie-Regiment Nr. 49, Infanterie-Regiment Nr. 140, MG-Scharfschützen-Abteilung Nr. 9

### Deutscher Krieg 1866
Im Krieg Preußens gegen das Kaisertum Österreich nahm die Brigade im Verband der 4. Division an den Kampfhandlungen teil.

### Deutsch-Französischer Krieg 1870/1871
Im Deutsch-Französischen Krieg war die Brigade im Verband der 4. Division eingesetzt. 

### Erster Weltkrieg
Mit der Mobilmachung im August 1914 musste die Brigade das Brigade Ersatz Bataillon 8 aufstellen und kam im Verband der 4. Division  sowohl an der Westfront als auch an der Ostfront zum Einsatz.
Zu den Kampfhandlungen, Gefechten und Schlachten siehe Kampfgeschehen der 4. Division.

### Brigadekommandeure
| Name                         | Datum                                              |
| ---------------------------- | -------------------------------------------------- |
| Friedrich von Ehrhardt       | 4. Mai 1852 bis 22. Mai 1854                       |
| Wilhelm Freydanck            | 23. Mai 1854 bis 9. Mai 1855                       |
| Friedrich Samuel von Hering  | 10. Mai 1855 bis 7. Juli 1858                      |
| Helmuth von Weltzien         | 8. Juli 1858 bis 28. Januar 1863                   |
| August von Werder            | 29. Januar 1863 bis 8. Januar 1864                 |
| Emil von Schwartzkoppen      | 9. Januar 1864 bis 21. Januar 1864                 |
| Bernhard von Hanneken        | 22. Januar 1864 bis 29. Oktober 1866               |
| Karl von Kettler             | 30. Oktober 1866 bis 30. März 1871                 |
| Hermann von Wedel            | 31. März 1871 bis 12. April 1875                   |
| Adolf des Barres             | 16. März 1872 bis 9. August 1872 (Vertretung)      |
| Karl von Plehwe              | 13. April 1875 bis 9. August 1876                  |
| Friedrich Arnold             | 10. August 1876 bis 12. Oktober 1877               |
| Rudolf von Hildebrandt       | 13. Oktober 1877 bis 14. April 1882                |
| Emil Engelhard               | 15. April 1882 bis 31. März 1885                   |
| Otto von der Mülbe           | 1. April 1885 bis 4. Februar 1887                  |
| Leo von Beczwarzowski        | 5. Februar 1887 bis 21. Mai 1889                   |
| Ernst von Redern             | 22. Mai 1889 bis 31. März 1890                     |
| Eduard Nitschmann            | 1. April 1890 bis 24. März 1893                    |
| Arthur von Stuckradt         | 25. März 1893 bis 6. Juli 1894                     |
| Arthur von Gaudy             | 7. Juli 1894 bis 19. Mai 1896                      |
| Wilhelm Meckel               | 20. Mai 1896 bis 5. Juni 1896                      |
| Robert von Schrötter         | 6. Juni 1896 bis 4. September 1897                 |
| Otto von Trotha              | 5. September 1897 bis 19. November 1900            |
| Hermann von Wedel            | 20. November 1900 bis 2. Mai 1904                  |
| Friedrich von der Lippe      | 3. Mai 1904 bis 11. September 1906                 |
| Richard Voigt                | 12. September 1906 bis 20. Dezember 1909           |
| Karl von Kriegsheim          | 21. Dezember 1909 bis 19. März 1911                |
| Georg Nicolai                | 20. März 1911 bis 21. März 1912                    |
| Max Philipp von Schmettau    | 22. März 1912 bis 1. August 1914                   |
| Johannes Stenger             | 2. August 1914 bis 20. August 1914                 |
| Konstantin Gentner           | 21. August 1914 bis 18. März 1915                  |
| Hans Karl von Winterfeld     | 19. März 1915 bis 16. November 1916                |
| Rudolf von L'Estocq          | 17. November 1916 bis 2. April 1917                |
| Hans von Hammerstein-Gesmold | 3. April 1917 bis 21. März 1918                    |
| Maximilian von Zwehl         | 22. März 1918 bis 12. Oktober 1918                 |
| Arthur Matthes               | 13. Oktober 1918 bis Kriegsende                    |
| Albrecht von Thaer           | 7. Januar 1919 bis 31. Juli 1919 (Demobilisierung) |